# Pauma Valley, Califórnia
Pauma Valley é um vale geográfico e uma comunidade não incorporada, entre Valley Center e Palomar Mountain, no Condado de San Diego, Califórnia. O nome também se refere à região agrícola que compreende citrinos e pomares de abacate, e locais de diversas Reservas Indígenas, um clube de campo, e casinos tribais.